# 雅孝司
雅 孝司（みや こうじ）は、日本の小説家、パズル作家、デジタルクリエイター、作詞家。

## 人物
単行本、雑誌、テレビ、ネットなどで作品を発表。小説とパズルの融合、小説とマルチメディアの融合なども手がける。デビューの時期・作品は不詳だが、1980年代半ばにはパズル作家の地位を確立する。合わせて小説にも進出。さらに1990年前後にはゲームデザイナー / ゲームシナリオライターとして、ゲームソフトもあいついで発表した。
数学ミステリー「カズの魔法使い」、ユーモアミステリー「街が謎の緑に染まる」、音楽ミステリー「呪いの着メロ」、ハイテクミステリー「夏の雪に溶けたパスワード」などで新しい試みを続ける。とくに「呪いの着メロ」では〈小説中の図版（楽譜）にタッチすると音楽が流れ、しかもそのメロディがストーリー上・謎解き上で必然的な意味を持つ〉という構想に挑戦した。
2006年6月、パズルなぞなぞ作家・本間正夫を、著作権侵害（盗作）で訴えた。2008年1月の判決で、東京地裁は「本間作品（単行本）『右脳を鍛える大人のパズル』他（いずれも主婦の友社）が雅孝司作品を著作権侵害している」ことを認定した。パズルにも著作権が存在することを確認する歴史的な判決となった。敗訴した本間は控訴せず、この判決は確定した。主婦の友社も、該当書籍を絶版とした。
パズル作家としては、数学系・言語系の双方をこなし、算数オリンピックに関する著書もある。
また、「マジカル頭脳パワー!!」、「平成教育委員会」、「脳内エステ IQサプリ」などのテレビ番組にも深くかかわる。特に「あるなしパズル」については“仕掛人”の1人といわれる。
初期の著作の著者紹介等には学歴が記述されていた。

## 書籍等

### 小説系
- 『ストーリーパズル』（大和山出版社） 1983年11月
- 『INSシミュレーション』（講談社） 1985年7月
- 『10億円を奪え!』（朝日ソノラマ） 1985年10月
- 『青函トンネル大迷宮』（祥伝社） 1986年2月
- 『愛の矢は誰に?』（朝日ソノラマ） 1986年2月
- 『オカルト館の秘密』（パピレス） 1999年3月
- 『Zファイルを狙え』（パピレス） 1999年5月
- 『デジタル、ラビリンス』（e-novels他） 1999年7月
- 『カズの魔法使い』（e-novels他） 1999年11月
- 『天然ポケママの事件レシピ1 街が謎の緑に染まる』（講談社） 1999年12月
- 『天然ポケママの事件レシピ2 呪いの着メロ』（e-novels他） 2001年10月
- 『世界一周パズル』（PHP研究所） 2001年11月
- 『夏の雪に溶けたパスワード』（富士見書房） 2002年7月
- 『黄昏ホテル』（小学館） 2004年12月

### ノンフィクション系

#### パズル / 数学分野
- 『頭をパズる』（祥伝社） 1982年12月
- 『数理パズル「百人一首」』（明日香出版社） 1983年11月
- 『IQ数理パズル』（東京図書） 1983年12月
- 『雪が溶けると何になる?』（徳間書店） 1988年7月
- 『数学パズル 珍問奇問105題』（日本文芸社） 1988年12月
- 『おもしろ犯人あてパズル』（日本文芸社） 1991年10月
- 『パズルの帝国』（廣済堂） 1991年10月
- 『頭脳パワー……Part4』（ペンネーム使用、二見書房） 1992年5月
- 『超脳パニックあるなし……』（廣済堂） 1992年9月
- 『頭がよくなる算数パズル事典』（大日本図書） 1994年4月
- 『算数オリンピックに挑戦』（講談社、ブルーバックス） 1995年3月
- 『日本語のオニ』（祥伝社、ノンブック） 1996年10月
- 『面白くてやめられない直感パズル』（中経出版） 1996年11月
  - 『新装版 面白くてやめられない直感パズル』（中経出版） 2003年9月
- 『EQパズル』（PHP研究所） 1997年4月
- 『面白くてやめられない漢字パズル』（中経出版） 1997年12月
- 『頭の覚醒剤 - 危険なパズル』（各社） 1998年8月
- 『頭脳パニックあるなしパズル 1』（パピレス） 1998年10月
- 『頭脳パニックあるなしパズル 2』（パピレス） 1998年11月
- 『電車の中でクロスワード』（KKベストセラーズ） 1999年2月
- 『パパがいばれる なるほど科学パズル』（双葉社） 1999年10月
- 『大人も自在に使える算数手品』（扶桑社） 2000年3月
- 『パズル大学』（PHP研究所） 2001年4月
- 『おもわず人に話したくなる「日本語」の本』（PHP研究所） 2001年8月
- 『現代四字熟語、練習帳1100題』（宝島社） 2002年4月
- 『数学パズルスラスラ解ける!? 名作厳選90問』（宝島社） 2002年8月
- 『親子で対戦! 直感ゲーム』（PHP研究所） 2002年11月
- 『この算数、できる? 中学入試問題編』（中経出版） 2003年9月
- 『怖いほどダマされる数字トリック』（PHP研究所） 2004年9月
- 『キミの才能をよびおこす!? IQパズル』（汐文社） 2005年9月
- 『脳を鍛える漢字パズル 怒涛の101問』（ごま書房） 2006年3月
- 『面白くってやめられない直感パズル』（中経出版） 2007年7月
- 『キミの才能がめざめる!? IQパズル』（汐文社） 2018年8月

#### テクノロジー分野
- 『ここまでできるワープロテクニック』（啓学出版） 1984年12月）
- 『実践キャプテンシステム入門』（講談社） 1985年3月）
- 『これからのビジネス機器をものにする』（みずうみ書房） 1986年11月）
- 『もっと自由にワープロを!』（アスキー） 1987年4月）
- 『楽しく使おうパーソナルワープロ』（日本実業出版社） 1987年11月）
- 『新 松ウルトラテクニック』（ラジオ技術社） 1989年5月）
- 『P1EXEウルトラテクニック』（ラジオ技術社） 1989年12月）
- 『一夜漬 P1EXE / PLUS』（ラジオ技術社） 1990年11月）
- 『一夜漬 毛筆ワープロ遊、名人』（ラジオ技術社） 1991年11月）
- 『セガサターンネットワークス究極本』（KKベストセラーズ） 1996年8月）
- 『ゲームクリエイターになりたい!』（KKベストセラーズ） 1997年3月）

### その他
- ゲームブック『首都消失』（徳間書店） 1986年12月
- 『ゲームブック ジーザス ハレー2061・謎の妖星獣（バイオモンスター） 』（あかほりさとる著、ゲーム構成を担当、エニックス） 1989年8月
- 『名探偵コナン カード探偵団』（パズル監修、メディアファクトリー） 2008年4月

## テレビ番組
- 『IQエンジン』（問題監修・作成）
- 『マジカル頭脳パワー!!』（問題作成）
- 『平成教育委員会』（問題作成）
- 『アッコにおまかせ! - おまかせシックスセンス』（問題作成）
- 『脳内エステ IQサプリ』（問題監修）
- 『サタネプ☆ベストテンIQナンバー１決定戦』（問題作成）

## デジタルコンテンツ（ゲーム等）
- 『JESUS』（PC88･FM77･X1･MSX2版、エニックス） 1987年4月
- 『ANGELUS アンジェラス 〜悪魔の福音〜』（PC88･98･MSX2版、エニックス） 1988年7月
- 『ジーザス 恐怖のバイオ・モンスター』（ファミリーコンピュータ版、キングレコード） 1989年3月
- 『prontis』（PC88版、ビクター音楽産業） 1991年2月
- 『サイバー エデュテイメント モール』（BIGLOBE（NEC系）ネットコンテンツ） 1998年4月
- 『Puzzle heat』（AOL系ネットコンテンツ） 2000年4月
- 『もじパズル』（サクセス） 2002年11月
- 『もじパズル 2』（サクセス） 2003年12月
- 『ルパン三世 史上最大の頭脳戦』（ニンテンドーDSソフト、バンダイナムコゲームス） 2010年2月（パズル監修）
- 『トレジャーリポート 機械じかけの遺産』（ニンテンドーDSソフト、バンダイナムコゲームス） 2011年5月（パズル作成）